# Peter Trautner

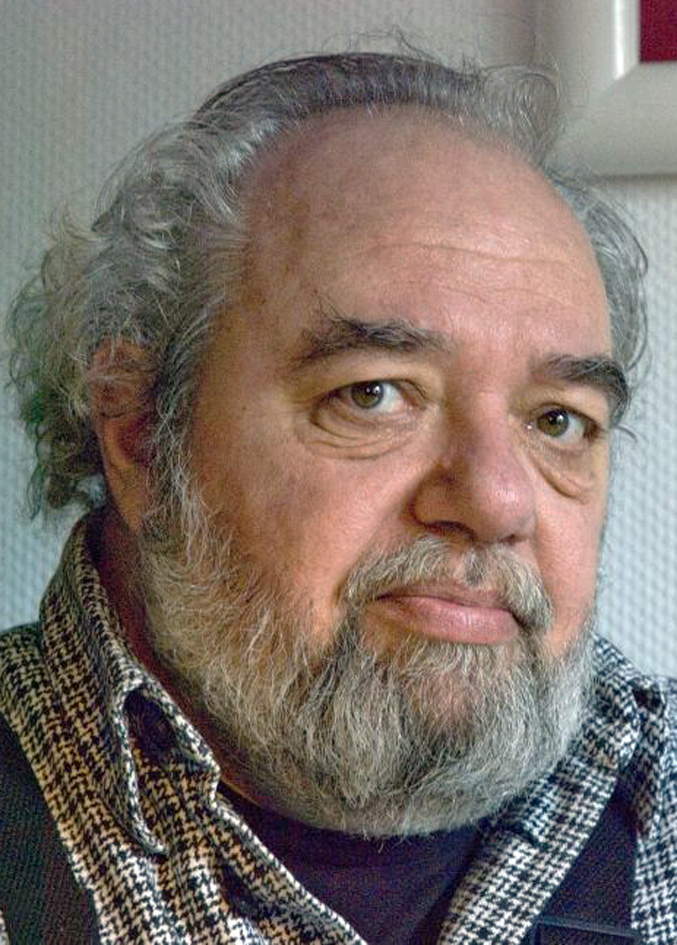
Peter Trautner

Peter Trautner (* 8. November 1951 in Essen; † 23. März 2017) war ein deutscher Künstler.

## Leben

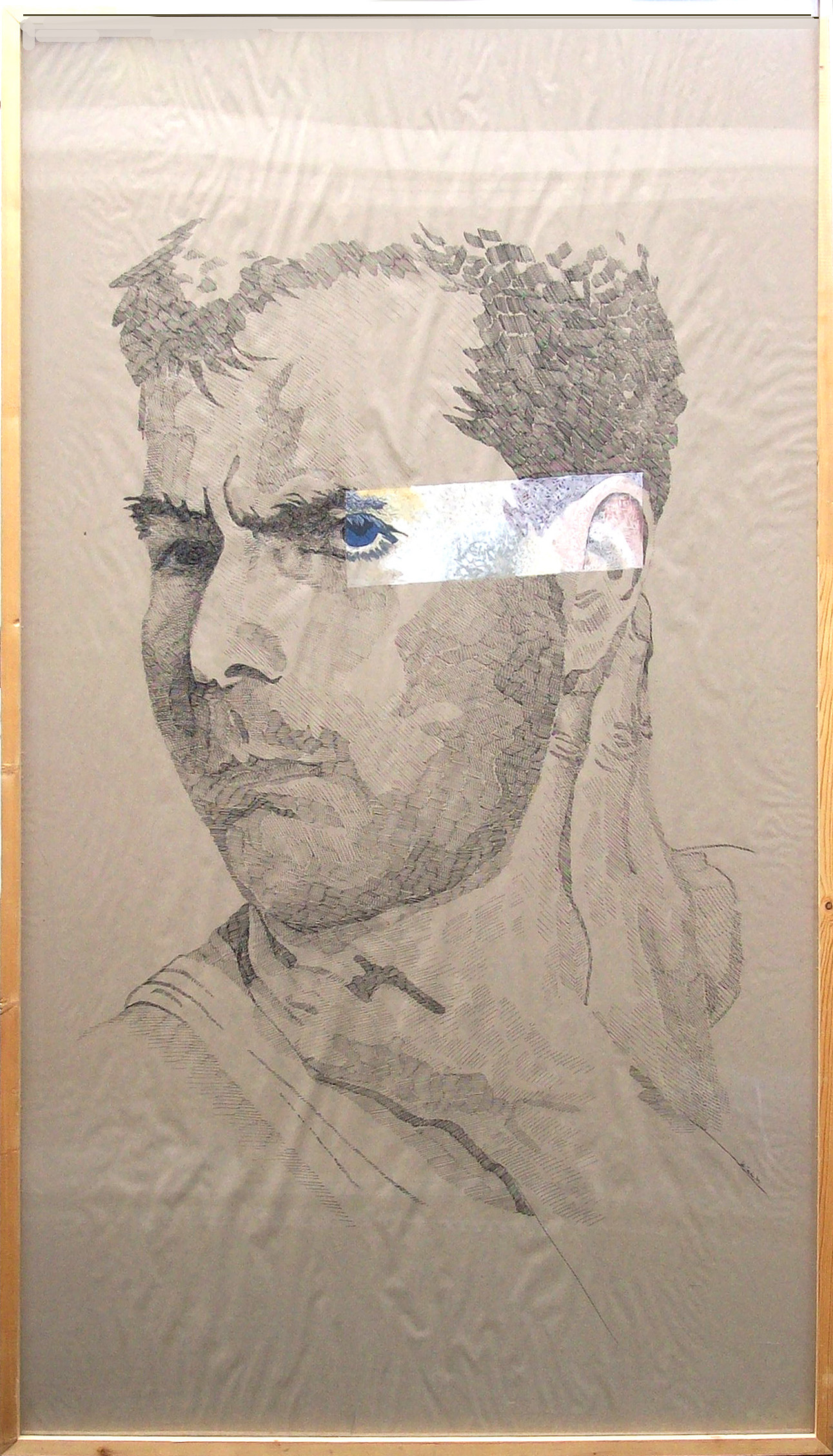
PP 180 wuerg

Die Kindheit war geprägt vom Musikinstrumentenhandel der Großmutter in Essen mit einem in Kabaretts als Kunstpfeifer auftretenden Großvater, einer Mutter und zwei Tanten mit vier Töchtern, die alle Musik studiert hatten. Volksschule Essen, Konvikt St. Peter der Franziskaner in Dorsten, umzugsbedingt verschiedene Gymnasien in Dorsten, Essen und Hemer, Facharbeiterbrief als Maschinenschlosser, Abendschule neben der Lehre, Fachabitur FOS 12 in Menden, abgebrochenes Sozialarbeitstudium in Siegen, Zivildienst evangelische Kirche in Dortmund. Werkzeugmacher in Iserlohn, LKW-Fahrer im Ruhrgebiet, Postbote in Hemer, Antiquitätenhersteller in Siegen, Saisonarbeiter im Tierpark Dortmund, Kulturarbeiter in Unna. Während des Studiums beginnende autodidaktische künstlerische Tätigkeit, erste Ausstellungen in Kneipen und Cafés.
Politisch engagierte sich Trautner zunächst in der Partei des Demokratischen Sozialismus, für die er bei der Landtagswahl 2000 im Landtagswahlkreis Unna I kandidierte, aber lediglich 0,9 Prozent der Stimmen auf sich vereinen konnte. Bei der Landtagswahl 2005 trat er dann für die WASG im Landtagswahlkreis Unna II an und erreichte immerhin 2,6 Prozent.

## Werk
Trautner ist ein neuzeitlicher Künstler, der sich autodidaktisch ausbildete (dabei auch Rezepte aus Fachbüchern von Max Doerner und Wehlte zur Farbherstellung selbst erprobte) und viele Einflüsse zeitgenössischer Künstler aufnimmt, sich aber auch intensiv aus der Kunstgeschichte informiert. Bei der künstlerischen Orientierung halfen in Siegen der Maler Uwe Pieper und in der FOS 12 der Lehrer und Künstler Willi Kemper, der seine Schüler auch mit der Dokumenta konfrontierte.
Nach Zeichnung (speziell Tusche, 'infiziert' von Paul Flora) und Malerei im kleineren Format, gestaltet er auch Wände und Fassaden in ganz Deutschland.
In Unna führt der Kontakt zum Unnaer Künstlerkreis und dem Unnaer Glaskünstler Wilhelm Buschulte im Jahre 1981 zur Gründung der Künstlergruppe UN-art und mit dieser in wechselnden Konstellationen zu Ausstellungen und Aktionen in Italien, Ungarn und den Niederlanden.
Mit ersten Aufträgen stiegen auch die Anforderungen an den Künstler und Skulptur und Plastik wurden Bestandteil seines Schaffens.
- Dazu schreibt die Kunsthistorikerin Andrea Sinzel unter dem Titel: "Materialität – Flexibilität – Variation" Kunst ist ein Gebrauchsgegenstand geistiger Natur – mit diesen Worten weist der Kunsthistoriker Jean-Christophe Ammann auf die Funktionalität und den Gebrauchswert von Kunst hin. Kunst ist demnach ein Gegenstand des Lebens und insofern eine Form der individuellen sowie der öffentlichen Lebensgestaltung. Diesen Anspruch an moderne Kunst versucht Peter Trautner auf sehr individuelle Weise einzulösen. Die Spannbreite seines Schaffens reicht von Inneneinrichtungen und Wandmalereien über Skulpturen aus Holz, Alabaster, Stahl und Bronze. Bezüglich dieser Vielschichtigkeit steht Trautners Arbeit in engem Verhältnis zu seinem biographischen Werdegang. Als gelernter Maschinenschlosser und Werkzeugmacher kam Trautner über den Umweg der Kulturarbeit schließlich zur Kunst. Betrachtet man sein Werk als Ganzes, so kristallisieren sich Konstanz und Variation als feste Gestaltungsprinzipien heraus – Konstanz im Bereich der Motive und Zeichen, Variation in Bezug auf das materialhafte bildnerischen Verfahren."

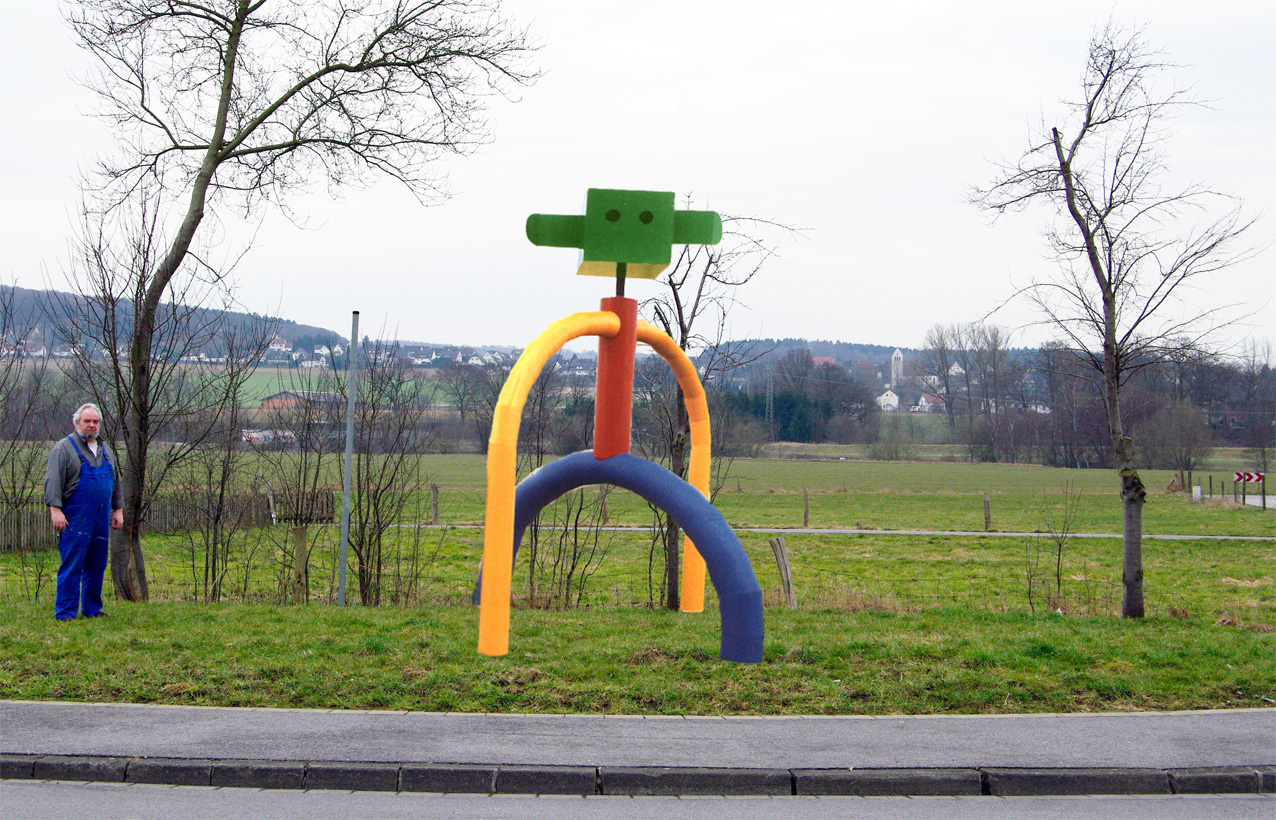
Das Recyclingwesen

Mit der Teilnahme am Symposium M in Iserlohn 1996 erwarb Trautner Wissen und Praxis des Bronzegusses. Auch hier wird in der Zusammenarbeit mit internationalen Künstlern Spaß und philosophisches Denken geübt und ergibt bei Trautner die Skulptur der 2 weiblichen Ikarusse auf dem Sprungturm  (Ikarussia), seine Anspielung, dass Emanzipation auch bedeute, sich wie Ikarus zu Tode stürzen zu dürfen. Diesen Humor und das malerische Können benutzte Dr. Josef Spiegel als Leiter der Stiftung Künstlerdorf Schöppingen, um von Trautner 50 Arbeiten aus Disney-Comics, die kunsthistorische Anspielungen beinhalten, neu malen zu lassen. Die Ausstellung "berühmte Gemälde aus Entenhausener Privatbesitz" sollte ursprünglich nur einmal gezeigt werden, wandert aber mittlerweile europaweit auch durch Museen und ist immer noch auszuleihen. (Farmer)
Mit ebenfalls humorigem Ansatz schuf Trautner die 25 Objekte zu "Schöner Nisten", eine Ausstellung mit Vogelwohnhäusern, darin Anspielungen auf menschliche Vorlieben zu tierischem Wohnen  (Glashaus-Nistkasten) und mit dem Drahtesel (echter Drahtesel) den Bürgern von Unna ein, zu ihrem  heimlichen Wappentier, dem Esel, passendes Sportgerät.
Kontakte zur Industrie ermöglichten die Herstellung erster Plastiken aus Stahl, wie Winnie, der aus recycelten Gas- und Wasserrohren erstellt wurde mit windempfänglichem Kopf und der jetzt am Radwanderweg Ruhr (Winnie) in Fröndenberg steht. Teilnahme an Wettbewerben und Ausschreibungen erbrachten 2003 den Kunstpreis und Ankäufe des Unternehmens Keuco (Badewanner) in Hemer.

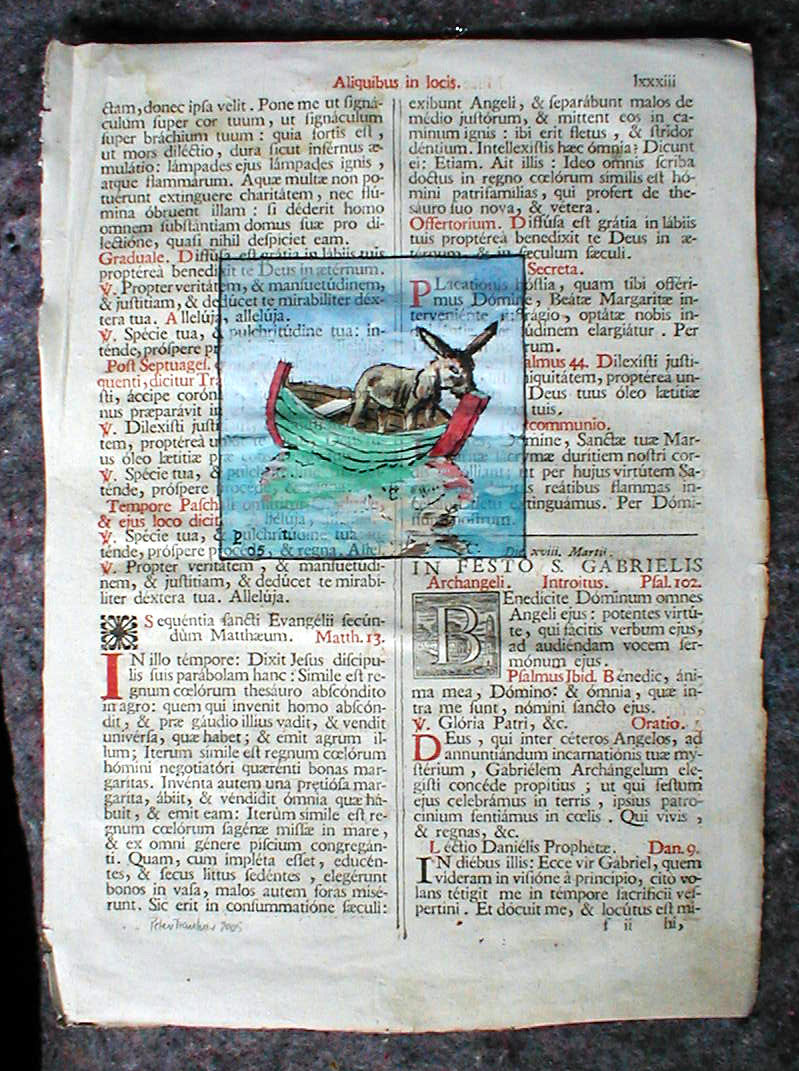
Esel treibt Boot an

Mit dem Beginn seiner Arbeiten im Bereich Miniatur, beginnt eine Schaffensepoche, in der mit verschiedenen Materialien und vorgefundenen Untergründen eine moderne Form der Miniatur gefunden wird. Nicht nur vorgefundene Grafik wird 'verziert', sondern auch kleine selbstgebaute Objekte aus Holz oder Getränkekartons (Packmann), werden neben ihrer veränderten Form zusätzlich noch mit Miniaturmalerei gestaltet. Spielkartenfiguren wurden ihres überflüssigen Umfeldes beraubt und erscheinen in einer völlig neuen Geschichte (Spielkartenfigur im Wald).
- Der Kunsthistoriker Markus von Hagen aus Münster schreibt dazu: "Peter Trautner spielt in seinen Bildern häufig mit Größenverhältnissen, etwa wenn er kleine Alltagsgegenstände vor großen Flächen platziert, die häufig wie Ausschnitte aus Himmels- und Wolkenstudien wirken, also den denkbar weitesten Raum andeuten. Ein solches Spannungsverhältnis findet sich auch in seinen Miniaturen: Viele von ihnen sind im Stil mittelalterlicher Buchmalerei – und diese gleichzeitig beim näheren Hinsehen liebevoll parodierend – in einen altertümlichen, also in der Zeit weit zurückgreifenden Text eingekörpert, beispielsweise in eine altertümliche Meßbuchhandschrift mit Text oder Noten, diese aber nicht im eigentlichen Sinne illustrierend, sondern ironisch überlagernd. Die Miniatur, also der kleinteilige Gegenstand im Sinne eines Fragments, erhält damit eine neue Eigenständigkeit, einen neuen, auch ästhetischen Wert."

Neben dem eher technischen Begriff Miniatur beschäftigt sich Peter Trautner intensiv mit den geflügelten Wesen, speziell Engel und auch Ikarus. In verschiedenen Ausstellungsarchitekturen präsentiert er einmal engelähnliche Geschöpfe aus Bronze, Glas, Holz und anderem Material vor Stoff- und Papierbahnen mit geschichtlichen Erscheinungen dieser Wesen oder er präsentiert in einer Ausstellung zwei Aspekte dieser himmlischen Geschöpfe, wobei in einem Areal Cartoons des himmlischen Alltags gezeigt werden, während im Hauptbereich die bronzenen, gläsernen, hölzernen oder aus Recyclingmaterial geschaffenen Objekte zu besichtigen sind.
- Ameli Gertzen, die pädagogische Leiterin der Kolping-Bildungsstätte Coesfeld schreibt 2010 im Vorwort zu Drengel, Bengel, Quengel und Co.:" Der Künstler  spielt in seiner Kunst mit diesen Wesen. Er nimmt sie manchmal nicht so ernst, er stellt ihnen menschliche Fragen, die man doch eigentlich Engeln gar nicht stellen darf, weil sie mit menschlichen Kriterien nicht zu erfassen sind:

1. Wo legen sie ihre Flügel hin, wenn sie schlafen oder sich duschen wollen?
2. Müssen sie das Fliegen auch üben oder können sie das einfach so?
3. Wenn sie durch ein Glas fliegen, bleibt dann im Glas ein Loch?

Diese manchmal an naive Arglosigkeit grenzenden Fragen haben ein sehr gewolltes Ziel; sie sollen den altgewohnten Blick auf die Engel durchkreuzen, wollen etwas ironisch verstören, wollen dadurch neue Perspektiven auf diese Wesen ermöglichen, die wir alle ebenso gut kennen, wie sie uns fremd sind. Aber was/wer sind sie denn dann für uns?"
Religion spielt für Trautner eine Rolle als Weltreligion, indem er sämtliche Religionen unter einem gemeinsamen ursprünglichen Wunsch der Menschen nach dem Verständnis ihres Seins betrachtet und das auch sehr pragmatisch immer mal wieder in Kunst verwandelt. Zur Ausstellung im Wallfahrtsort Telgte mit dem Titel >aufkreuzen< schuf er eine Kreuzbrot-Backform (jetzt im Museum Heimathaus Münsterland) mit einem Brot, das in seiner Zusammensetzung einem sonntäglichen süßen Brot im Lande der Hebräer vor 2000 Jahren entsprechen könnte.
Da Trautner seit seiner Lehre als Schlosser immer auch gewerkschaftlich organisiert war, ergab sich folgerichtig auch ein Engagement in politischer Kunst. Ausstellungen in Gewerkschaftshäusern erfreuten die Besucher vor allem mit den überarbeiteten Zeitungsseiten, wobei vorhandene Bilder und Überschriften in einen neuen Zusammenhang gezeichnet und gemalt werden und dabei den derbfröhlichen Charakter in Trautners Bildern beibehalten.
Typisch ist dann auch Trautners arbeiten mit verschiedenen Materialien. Alles Neue an Technik oder Material ist ihm erst einmal interessant. Kaum war Wasserstrahlschneiden auf dem Markt, entstanden die ersten gläsernen (Engel) und steinernen Objekte.
Aus dem Metallbereich waren irgendwann Edelstahl (Ikarus-Mobilé) und besonders die Schneidtechniken Plasmaschneiden, Wasserstrahl und Lasern interessant.
Die neuen Drucktechniken und ihre Ausweitung, zum Beispiel der Tintenstrahldrucker, zogen neue Herstellungsverfahren auf den Markt. Nun kann von der Bauplane bis zur Hose (Birkenbildlatzhose) alles mit Bildern bedruckt werden und vermehrt sind auch Nachdrucke von gemalten Bildern auf dem Markt.
In der Bildhauerei werden Acrylate als Material für durchsichtige Objekte benutzt, Körperscanner und Robotschnitzer erarbeiten grobe naturgetreue Abbilder von Dingen oder Menschen, für Kletterfelsen und Bühnenbilder wird Acrystal als neuer Werkstoff benutzt, der die früheren gesundheitsschädlichen Gewebe und Flüssigkeiten in einigen Bereichen ersetzen kann.
Noch kann Trautner sich einen Wettkampf gegen einen Plotter vorstellen und er träumt nach wie vor davon, mit Laserstrahlen Bilder aus Wolken zu schneiden oder dem Mond auf diese Weise ein neues Gesicht (Golf auf dem Mond) zu verpassen.

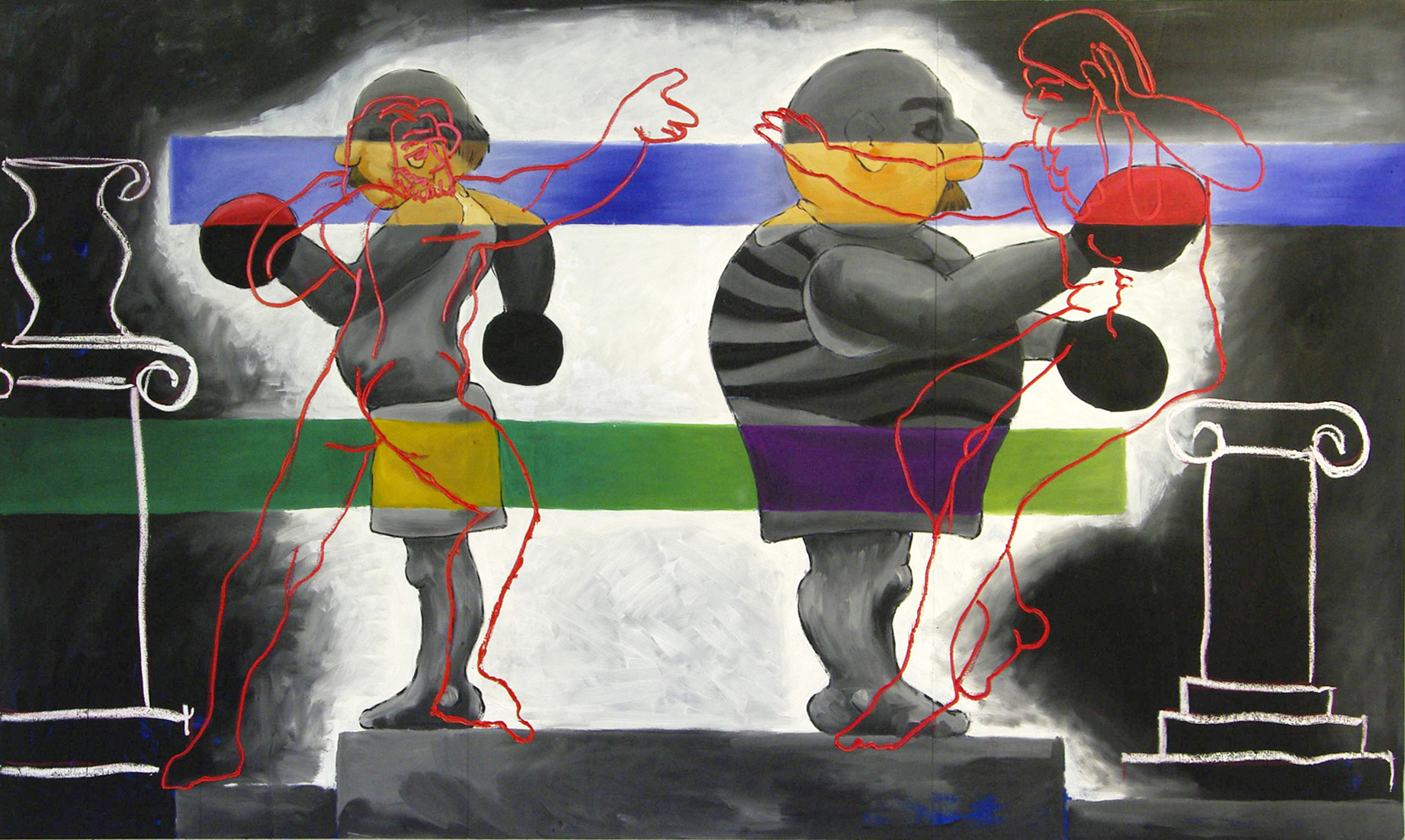
Boxer

Parallel dazu verbreitert Trautner das Netzwerk der Künstler nicht nur mit der Gründung der Produzentengalerie Ku7 und dem Ausbau einer alten Bäckerei zu einem KUNST-HOF, einer Gewerbehofähnlichen Ansammlung von Kunstschaffenden, sondern hilft in Fröndenberg/Ruhr gerade beim Aufbau eines Kunstvereins und organisiert Bildhauersymposien, Sommerakademien und Künstlertreffen.
Das Bildhauersymposium 2011 diente der Anwendung regenerativer Energien in und an Kunstobjekten, da diese neuen Technologien selbstverständlich Eingang in die moderne Kunst finden werden (Lichtfigur). Daraus entstanden ist die Idee für einen Stromhai, der nur Strom gewinnt. Ein Klein-Wasserkraftwerk soll mit einer Verkleidung als Haifisch getarnt in der Ruhr schwimmend Strom erzeugen. Für Touristen auf dem Radwanderweg wird das Ergebnis ablesbar und das Objekt ein attraktiver Schnappschuss sein (Stromhai). Auch als Stadtwerbung und Anreiz für Beschäftigung mit alternativen Technologien könnte dieses Objekt dienen. Für die neu entstandene LEADER-Region Börde-trifft-Ruhr mit Wickede und Ense ebenfalls an der Ruhr, entwirft Trautner eine Ausstellungsserie für den Kunstverein Fröndenberg zum Thema Wasser.

Sein Engagement bei den neuen Technologien bescherte ihm auch eine Teilnahme an den >Unprojekten< parallel zur Kulturhauptstadt 2010, die von einer privaten Initiative ausgelöst wurde, viele alternative Projektideen sammelte und mit einer Ausstellung im Architekturforum in Essen endete. Dabei stellte Trautner sein "Luftauto" vor, ein Telefonzellen-kleines luftgetriebenes Pendlerfahrzeug für die Ruhrregion. Neueste Planung im Rahmen der LEADER-Region ist ein Wind-Museum, das aus Vertikal-Rotoren, einer Wind-buggy-Rennbahn, Cafe, E-Bürgerbus-Ladestation und vielen Mitmachaktionen bestehen soll. 

## Einzelausstellungen
- 1981: Hellweg Museum Unna
- 1990: Club der Intelligenz Döbeln
- 1990: Galerie E. van Kempen, Eindhoven (NL)
- 1991: 7 Wandbilder zum Kirchentag im Ruhrgebiet im Kreis Unna,
- 1998: Kunstverein Werne, (Katalog)
- 2001: berühmte Gemälde aus Entenhausener Privatbesitz (Katalog)
- 2004: CulinaDo, Messe Dortmund
- 2004: Katharinen-Hospital Unna, Franziskusweg
- 2005: Ikarus, Haldensleben Stadt & Schloß
- 2005: cutout, Stadthalle Kamen
- 2005: Stadtökologischer Erlebnispfad Stadt Unna (4 Plastiken im öffentlichen Raum)
- 2006: Engel im Dorf, Unna-Hemmerde (soziale Plastik mit dem Dorf)
- 2007: Miniatur, Mediengalerie Berlin, (Katalog)
- 2010: Engel, Kolping-Bildungsstätte Coesfeld, (2 Kataloghefte)
- 2012: Glückstück, Sparkasse Iserlohn
- 2012: künstlich, Rathausgalerie Menden
- 2012: Universitäts- und Landesbibliothek, Münster

## Gruppenausstellungen
- 1985: Villa Rathgeb, Abano Therme, Italien, Künstlergruppe UN-art
- 1992: Fiera dei Fiori, Pescia, Italien, Künstlergruppe UN-art
- 1995: Kreismuseum Burg Mildenstein, Leisnig
- 1999: Ökumenta, Öko-Messe, Hamm in Westfalen
- 2000: Kunstachse Aisch
- 2003: 50 JA, Museum für Kunst und Kulturgeschichte, Dortmund
- 2005: LünTEC, Technopark Lünen
- 2009: Mensch sein, Kulturforum Kapelle Waltrop
- 2010: Zeche / Schwimmbad, 2 x Kulturhauptstadt Waltrop
- 2010: Bazonnale, Weimar
- 2010: Triennale Zeitzeichen-Zeitgleich (BBK), 2007 Unna, 2010 Fröndenberg
- 2010: Unprojekte, Architekturforum Essen
- 2011: Galerie Unkel, Villach (Österreich)
- 2011: Nicolaihaus, Unna
- 2012: Liberty-wharf St. Helier, Art House Show, Jersey
- 2013: Kloster Wedinghausen, Arnsberg
- 2014: rearte Gallery, Wien (Österreich)

## Stipendien
- 1996: Symposium M, Iserlohn
- 2011: Arbeitsstipendium der Stiftung Künstlerdorf Schöppingen

## Kunstpreis
- 2000: Ehrung durch den Bürgermeister der Stadt Unna um Verdienste zur Kunst.
- 2003: Kunstpreis Fa. Keuco, Hemer
- 2013: Kunstpreis 24. Drüggelter Kunststückchen

## TV
- Videobeitrag RAI uno 1985, Regione Padua, Gruppo UN-art al Villa Rathgeb
- Videobeitrag NDR 2001, berühmte Gemälde aus Entenhausener Privatbesitz (NDR-Dreharbeiten zu Entenhausen)
- Lokalzeit WDR 2003, BBK-Westfalen – Kunst & Sport, Technopark Bochum
- Lokalzeit WDR 2004, CulinaDo Dortmund, Rotweinmalerei Peter Trautner
- Lokalzeit WDR 2008, Sommerakademie Unna-Hemmerde – Urlaub am Rüschebach
- Lokalzeit WDR 2014, Lokalzeit Dortmund – Rieseneule in Fröndenberg